# 輕重讀
重读（stress）和重音（accent）在語言學中有時是接近同義的概念，皆指某音節在單字中或單字在句子中相對突顯（prominent）的意思，不過在一些特別區分上，重音（accent）常常被應用在聲音聽覺上相關的概念。与之相对应的概念是轻读（unstress，又称弱读）和轻音。

## 声学性质
过去的研究曾认为，轻重音的区别主要是在音强上。现在的研究表明，认为重读在客观上会抬高音阶，扩大音域，延长音长或增加音强，还会使音色对比更加饱满；同样，轻读在客观上会减缩音高、音长、音强以及音色的对比程度。轻重音可以认为是音强、音色、音高和音长的综合表现，听觉所感知的响度是这四个方面的复杂综合体。
不同的语言在突显轻重音时侧重面不同。例如，中文轻音的主要征兆是音节音长的缩短；音强的作用不大。而在英语中，除了音长之外，音高也有较大的作用，基频高的音节比基频低的音节容易听成重音，基频上升或下降的音节比基频平直的音节容易听成重音。

## 词重音
词重音是具有区别词汇意义的重音。
多音节词中各音节的轻重往往确定不变。例如英语“begin”[bɪˈgɪn]中，第二音节必须读重音。
词的轻重音有时候有和语义有关。普通话中，“东西”读成“中强”表示“东西方向”，读成“强弱”则表示“事物”；英语中，[ˈrekord]表示名词义，[reˈkord]表示动词义。轻重音有时候和语法也有关，普通话中的助词“了、着、过、的、地、得”在语流中都读成轻音，这是其语法功能所确定的。

### 固定重音和自由重音
在不同的语言中，词中的轻重音位置不同。汉语词以单音节和双音节为主，双音节主要只有“中强”和“强弱”两种模式，重音的作用不明显。
在以多音节为主的语言中，重音的作用较为明显，可以分为固定重音和自由重音。固定重音指有的语言中重音总落在词的同一位置上，如捷克语重音总在词的第一个音节上，波兰语总在倒数第二个音节上，法语和维吾尔语的大多数词则在最末一个音节上。自由重音指有的语言中重音不限定于落在词的某一个音节上，不同的词重音位置各不相同，称为自由重音，如英语中的词重音。

### 主重音和次重音
根据词重音的突显程度，可以分出主重音和次重音。主重音的突显程度最高，次重音低于主重音但高于非重读音节。英语次重音一般只在词单说或在句尾才比较明显，在语流中和非重读音节差别不大。汉语中的词重音分级，有的学者认为没有必要，有的则分出了重音、中音、次轻音、最轻音四等。

## 句重音
句重音是在一个语句中突显程度最高的重音。句重音的分类在研究界没有统一意见，但一般至少有语法重音和逻辑重音两种。
语法重音是指由句法结构和语义特点决定的重音，即不表现特殊的思想感情的自然重读。常念语法重音的如一般短句的谓语，名词、动词、形容词的修饰语，动词后由形容词或其他动词充当的补语，表示指代、询问或任指的代词等。
逻辑重音是表现特殊的思想感情的强调重读。逻辑重音重于语法重音。有的学者认为逻辑重音是对比重音，有的学者认为逻辑重音是强调重音，有的则认为逻辑重音包括对比重音、强调重音等。

## 相关书目
- 语言学名词审定委员会. . 北京: 商务印书馆. 2011. ISBN 9787100068710.
- 朱晓农. . 北京: 商务印书馆. 2010. ISBN 9787100066815.
- 赵忠德. . 上海: 上海外语教育出版社. 2006. ISBN 7810958763.
- 林焘、王理嘉. . 北京: 北京大学出版社. 1992. ISBN 9787301018446.